# The Alaskans

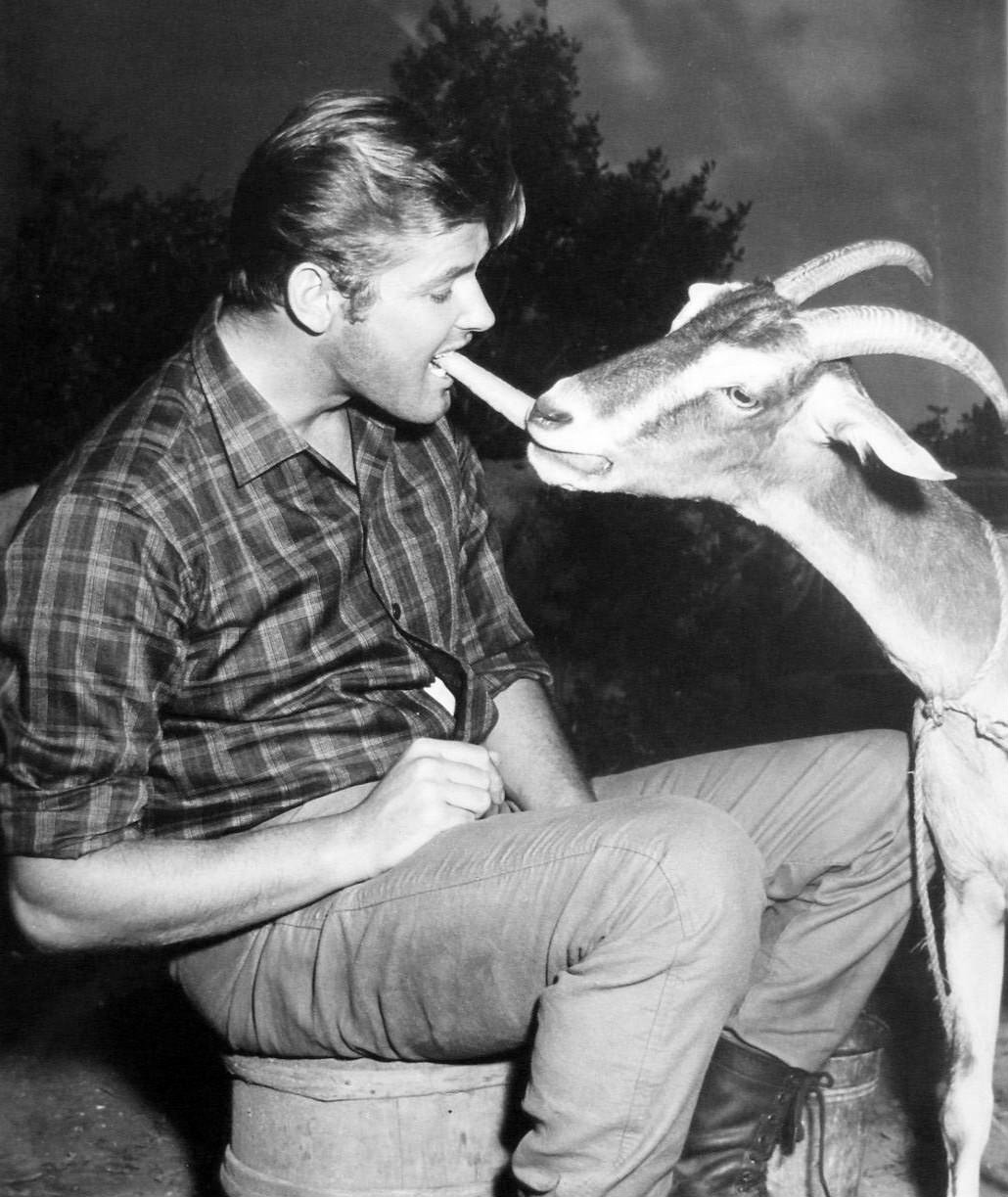
Roger Moore nel ruolo di Silky Harris.

The Alaskans è una serie televisiva statunitense in 37 episodi trasmessi per la prima volta nel corso di una sola stagione dal 1959 al 1960.
È una serie d'avventura con Roger Moore ambientata a Skagway, in Alaska, durante gli anni 1890. La serie è nota per essere la prima interpretazione con un personaggio regolare di Moore nella televisione statunitense.

## Trama
Silky Harris e Reno McKee sono due avventurieri appena arrivati nella cittadina portuale di Skagway e diretti verso i territori dello Yukon durante il culmine della corsa all'oro del Klondike. I loro piani diventano inevitabilmente più complessi per la presenza di Rocky Shaw, "un intrattenitore con un gusto per le cose belle della vita".

## Personaggi e interpreti

### Personaggi principali
- Silky Harris (37 episodi, 1959-1960), interpretato da Roger Moore.
- Rocky Shaw (37 episodi, 1959-1960), interpretata da Dorothy Provine.
- Reno McKee (37 episodi, 1959-1960), interpretato da Jeff York.
- Nifty Cronin (36 episodi, 1959-1960), interpretato da Ray Danton.

### Personaggi secondari
- Cornish (4 episodi, 1959-1960), interpretato da John Dehner.
- Gordon Talbot (4 episodi, 1960), interpretato da Rex Reason.
- Jenks (3 episodi, 1959-1960), interpretato da Walter Burke.
- Brother Barlow (3 episodi, 1959-1960), interpretato da Frank Ferguson.
- Kerano (3 episodi, 1960), interpretato da Andra Martin.
- Ellen Chambers (3 episodi, 1960), interpretata da Karen Steele.
- Big Joe (2 episodi, 1959-1960), interpretato da Jack Big Head.
- Duchess (2 episodi, 1959-1960), interpretata da Andrea King.
- Alabama (2 episodi, 1959-1960), interpretato da Ruta Lee.
- Constable Watts (2 episodi, 1960), interpretato da Claude Akins.
- Rose Stevenson (2 episodi, 1960), interpretata da Jean Allison.
- Phil (2 episodi, 1960), interpretato da Robert Colbert.
- Carl (2 episodi, 1960), interpretato da Don Kelly.

## Produzione
La serie fu prodotta da Warner Bros. Television e girata negli studios della Warner Brothers a Burbank in California. Roger Moore definì la serie la più spaventosa che abbia mai girato. In particolare, il tentativo di ricreare esterni dell'Alaska in uno studio in California risultò spossante a causa del forte caldo.

### Registi
Tra i registi sono accreditati:
- Robert Gordon in 2 episodi (1959)
- Robert B. Sinclair in 2 episodi (1960)
- Leslie Goodwins
- Richard Gordon
- Charles F. Haas
- Jesse Hibbs
- William A. Seiter
- Richard Sinclair
- Robert Sparr
- Herbert L. Strock
- Jacques Tourneur

### Sceneggiatori
Tra gli sceneggiatori sono accreditati:
- Talbot Jennings in 2 episodi (1959)
- W. Hermanos in 2 episodi (1960)
- William Driskill
- Steve Frazee
- László Görög
- Lee Loeb
- David Newhouse
- Samuel Roeca
- Harry Tatelman

## Distribuzione
La serie fu trasmessa negli Stati Uniti dal 4 ottobre 1959 al 19 giugno 1960 sulla rete televisiva ABC.

## Episodi
| Stagione       | Episodi | Prima TV USA |
| -------------- | ------- | ------------ |
| Prima stagione | 37      | 1959-1960    |